# II Liceum Ogólnokształcące w Bydgoszczy
II Liceum Ogólnokształcące im. Mikołaja Kopernika w Bydgoszczy – jedno z liceów ogólnokształcących w Bydgoszczy, położone przy Nowodworskiej 13. Obecnie dyrektorem szkoły jest mgr Mirosława Glaza.

## Historia szkoły

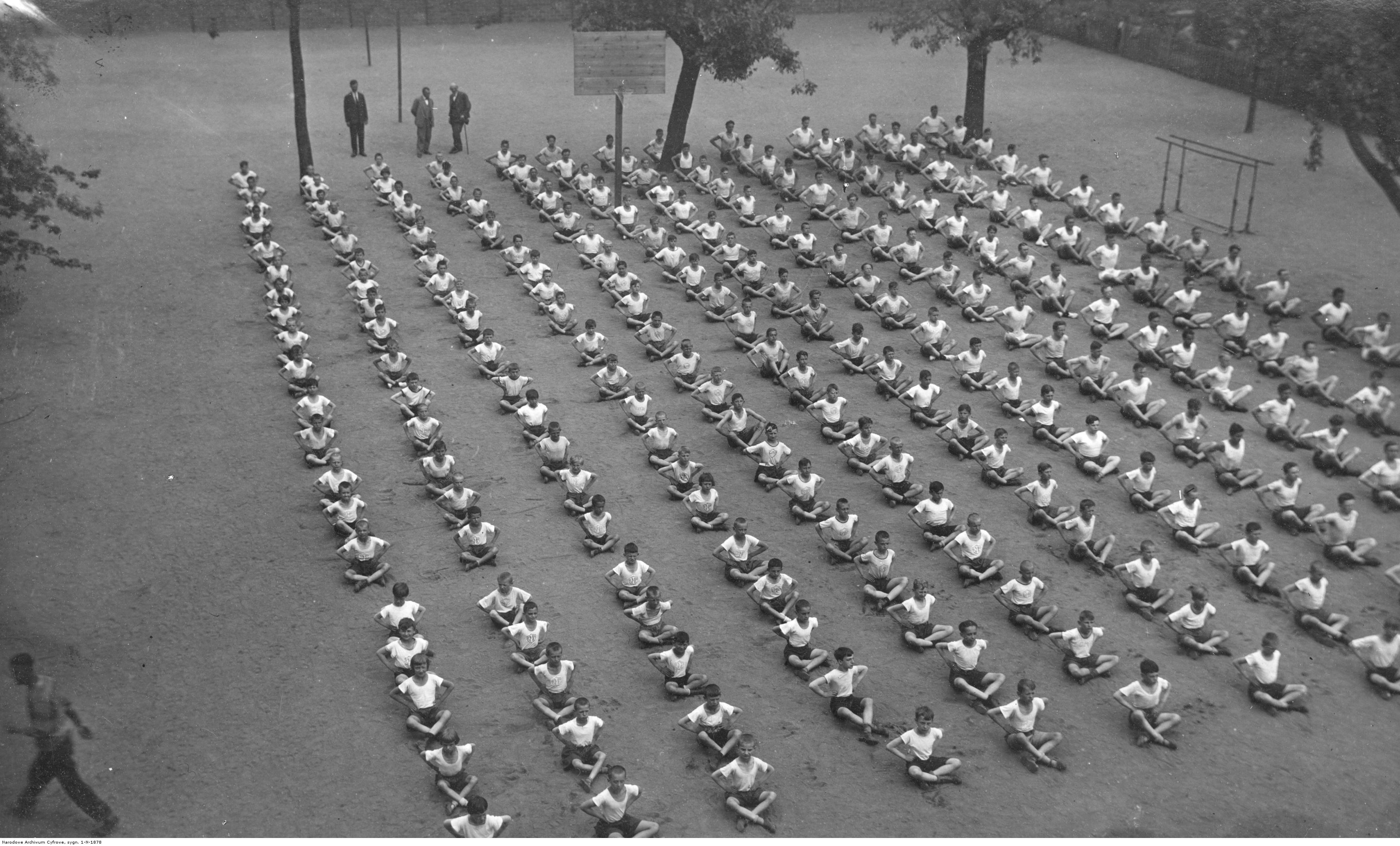
Uczniowie Miejskiego Gimnazjum im. Mikołaja Kopernika w Bydgoszczy podczas lekcji gimnastyki (1920-1939)

Gmach szkolny przy ul. Nowodworskiej zbudowali Niemcy w 1916. W 1920 w dotychczasowej (Oberrealschule) Miejskiej Wyższej Szkole Realnej utworzono dwie polskie klasy. 15 października 1921 powołano do życia Miejskie Gimnazjum Matematyczno-Przyrodnicze im. Mikołaja Reja, które miało za zadanie zastąpić dotychczasową Szkołę Realną. W 1923 w ramach obchodów 450. rocznicy urodzin Mikołaja Kopernika szkole nadano jego imię. W 1928 szkołę przekształcono w Miejskie Gimnazjum Męskie, zaś kilka lat później wraz z reformą oświaty w Polsce w Miejskie Liceum i Gimnazjum Matematyczno-Przyrodnicze. W 1960 szkoła otrzymała obecną nazwę II Liceum Ogólnokształcące im. Mikołaja Kopernika. W 1999 w trakcie kolejnej reformy oświaty przy II Liceum Ogólnokształcącym w Bydgoszczy powołano Gimnazjum nr 46.
W 2018 przeprowadzono remont obiektu (wymiana pokrycia dachowego i instalacji odgromowej oraz wykonanie ocieplenia na poddaszu nieużytkowym). Nieco wcześniej przeprowadzono modernizację boiska, w ramach której wymieniono jego asfaltową nawierzchnię na poliuretanową, oraz zamontowano tzw. piłkochwyty, kosze do koszykówki, bramki do piłki ręcznej i plastikowe krzesełka.
Jesienią 2020 w otoczeniu szkoły posadzono 17 drzew (magnolie, śliwy wiśniowe, jarzęby pospolite, jabłonie, wiśnie), 14 krzewów, a ponadto 40 tui.

## Profile w szkole
- Klasa A – profil matematyczno-informatyczny z rozszerzoną matematyką, informatyką, fizyką i językiem angielskim.
- Klasa B – profil biologiczno-chemiczny z rozszerzoną biologią, chemią i fizyką
- Klasa C - profil matematyczno-przyrodniczy
- Klasa D - profil medyczny
- Klasa E - profil lingwistyczno-turystyczny
- Klasa F – profil humanistyczny o charakterze autorskim z rozszerzonym językiem polskim, angielskim i historią.

## Połączenie klas
W roku 2008 nastąpiło połączenie dwóch klas wynikające z niżu demograficznego. Klasy C i D połączyły się w klasę CD, która dzieliła się z kolei na dwie grupy: angielską i niemiecką. Przedmioty, których grupy uczyły się osobno, to języki obce oraz – w przypadku grupy niemieckiej – dodatkowe godziny matematyki w języku niemieckim.
W roku szkolnym 2010/2011 nastąpiło połączenie Klasy francuskiej z nowym profilem rozszerzenia klasy niemieckiej. Klasa CD została wygaszona z powodu decyzji ówczesnego prezydenta miasta Bydgoszczy –Konstantego Dombrowicza.

## Gimnazjum nr 46
Przy II Liceum Ogólnokształcącym działało powołane do życia w 1999 roku jednoklasowe Gimnazjum nr 46. Klasa G reprezentowała profil humanistyczno-lingwistyczny integracji z Europy (autorski program nauczania), a jego naturalną kontynuacją jest profil autorski (klasa F) w II Liceum Ogólnokształcącym.

## Znani absolwenci
- Romuald Biniak
- Paulina Chylewska
- Krzysztof Derdowski
- Krzysztof Drzewiecki
- Roman Jasiakiewicz
- Sławomir Jeneralski
- Lech Lutogniewski[3]
- Jarosław Pijarowski
- Jerzy Romanowski
- Jerzy Sulima-Kamiński[3]
- Jacek Zarski
- Edward Zürn